# G1 (Slovenië)
De G1 of Glavna cesta 1 is een nationale weg in het noordoosten van Slovenië. De weg loopt door het dal van de Drau. Hij begint bij de Oostenrijkse grens bij Dravograd en loopt daarna via Maribor en Miklavž na Dravskem polju naar Hajdina, een dorp bij Ptuj. In Oostenrijk loopt de weg verder als Lavamünder Straße (B80) naar Völkermarkt.
De G1 is 86,7 kilometer lang.

## Geschiedenis
In de tijd dat Slovenië bij Joegoslavië hoorde, was de G1 onderdeel van de Joegoslavische hoofdweg M3. Deze weg liep verder via Ptuj, Varaždin, Osijek en Kikinda naar de Roemeense grens. Na het uiteenvallen van Joegoslavië en de daaropvolgende onafhankelijkheid van Slovenië, werden de wegen in het nieuwe land omgenummerd om een logische nummering te krijgen. Zo werd de M3 opgedeeld in de G1, G2 en R228.